# Woomera
Woomera è il nome dato ad un'area dell'Australia meridionale che comprende: la Zona Proibita di Woomera; il poligono militare Woomera Test Range, con il Cosmodromo di Woomera; la città di Woomera.

## Zona proibita di Woomera
La Zona Proibita di Woomera (Woomera Prohibited Area) è una vasta zona militare situata al centro dell'Australia meridionale, in pieno deserto. È un'area che misura attualmente 127.000 km quadrati ed è la più grande area militare del mondo. Ha approssimativamente la grandezza dell'Inghilterra o della Florida. Una via di comunicazione, la Stuart Highway, passa attraverso la Zona Proibita di Woomera e i viaggiatori non possono lasciare la strada ed entrare nella Zona Proibita. Nel 1947 la Zona Proibita era estesa 270.000 km e la sua estensione venne ridotta alla superficie attuale nel 1972. Oltre al Woomera Test Range, nella Zona Proibita si trova il sito di Maralinga, dove si svolsero test nucleari condotti dal Regno Unito tra il 1955 e il 1963. Nell'angolo sud-est della Zona proibita, a circa 450 km a nord-nordovest della città di Adelaide, si trova la città di Woomera, dove risiedono le persone che lavorano nel poligono. Gli aborigeni che risiedevano nella Zona Proibita furono trasferiti in altre regioni.

## Woomera Test Range
Il Woomera Test Range (in italiano Poligono di prova di Woomera) è una struttura militare situata nella Zona Proibita di Woomera e utilizzata per la prova e la valutazione di armi e missili. Il poligono fu fondato il 1º aprile del 1947 a seguito di un accordo tra il Regno Unito e l'Australia; inizialmente prese il nome di Long Range Weapon Establishment, ma circa un mese dopo prese il nome di Woomera, nome della punta di lancia usata dagli aborigeni australiani. Quando il Regno Unito lasciò la base subentrarono gli USA, che vi costruirono la base di Nurrungar dove rimasero fino al 1999. Attualmente il poligono è gestito da una sezione della Royal Australian Air Force denominata Aerospace Operational Support Group. Il Woomera Test Range svolge principalmente attività militari, ma è usato anche per attività di natura scientifica e commerciale, quali il lancio di razzi-sonda per studi dell'alta atmosfera e le osservazioni astronomiche.

### Cosmodromo
Il poligono di Woomera comprende una base di lancio che è stata utilizzata fin dall'inizio degli anni cinquanta per il collaudo di missili militari e razzi per la ricerca scientifica. Durante i primi trent'anni di esistenza della base sono stati lanciati centinaia di razzi e missili di varie dimensioni. Da Woomera sono stati lanciati in orbita con successo solo due satelliti. Il primo di essi è stato il satellite australiano Wresat, lanciato nel 1967 con un razzo vettore statunitense Redstone; il secondo è stato il satellite Prospero, lanciato nel 1971 con un razzo vettore britannico Black Arrow. Il poligono di Woomera è stato utilizzato dall'ELDO per la sperimentazione del razzo Europa, che doveva essere il primo razzo vettore europeo; nell'ambito di questo programma furono eseguiti 10 lanci tra il 1964 e il 1970. Dopo il 1970 la attività di sperimentazione dei razzi europei furono trasferite a Kourou, nella Guyana francese. Durante gli anni sessanta il poligono di Woomera ospitò una stazione di rilevamento e comunicazione per il programma spaziale statunitense Gemini, chiamata Deep Space Station 41; la stazione fu smantellata alla metà degli anni settanta. Tra il 2005 e il 2006 l'agenzia spaziale giapponese JAXA ha svolto in questo sito esperimenti per un veicolo da trasporto supersonico. Nel 2006 la base di lancio di Woomera era stata scelta da una compagnia privata, la Kistler Aerospace, per il lancio di un proprio veicolo spaziale riutilizzabile, ma il progetto non venne realizzato.
Nel 2007, in occasione del 60º anniversario della fondazione del poligono, l'American Institute of Aeronautics and Astronautics (AIAA) ha inserito la base di Woomera tra i siti mondiali di interesse storico per le attività aerospaziali.

## Città di Woomera
La città di Woomera è situata nell'angolo a sud-est della Zona Proibita di Woomera e fornisce il supporto residenziale per le attività che si svolgono nel Woomera Test Range. La costruzione della città cominciò nel 1947 in seguito alla fondazione del poligono. Durante il periodo di maggiore attività del Woomera Test Range (tra il 1949 e il 1969) la popolazione della città crebbe e raggiunse i 7.000 abitanti. Nel 1969 terminò l'accordo anglo-australiano e il Regno Unito abbandonò la base nel 1976. La popolazione diminuì per la partenza dei britannici, ma nel frattempo entrò in vigore un accordo con gli USA e venne creata la base di Nurrungar per la sorveglianza dei satelliti. Circa 1.000 addetti dell'United States Air Force si trasferirono nella città di Woomera, la cui popolazione si attestò intorno ai 4.000 abitanti. la base di Nurrungar cessò le attività nel 1999 e la popolazione della città scese prima 1.200 e poi a 400 abitanti. Oggi i residenti della città di Woomera sono in maggioranza persone che lavorano nel settore della Difesa per le Forze armate australiane. In passato la città era stata interdetta ai visitatori, ma nel 1982 il divieto cadde. Luoghi di interesse turistico sono il National Missile Park (che si trova nel centro della città e mostra aerei, razzi e missili che sono stati sviluppati dalla fondazione del poligono ad oggi) e il Woomera Heritage Centre, con un museo che mostra la storia del sito di Woomera. A 6 km dalla città di Woomera si trova un aeroporto (RAAF Woomera Airfield) adibito ad usi militari e civili.